# Pruniers
Pruniers ist eine französische Gemeinde mit 497 Einwohnern (Stand: 1. Januar 2022) im Département Indre in der Region Centre-Val de Loire; sie gehört zum Arrondissement Issoudun und zum Kanton La Châtre. 

## Geographie
Die Gemeinde Pruniers liegt an der Grenze zum Département Cher, etwa 29 Kilometer ostsüdöstlich von Châteauroux an den Flüssen Petite Thonaise und Grande Thonaise. Umgeben wird Pruniers von den Nachbargemeinden Saint-Aubin im Norden, Chezal-Benoît im Norden und Nordosten, Saint-Hilaire-en-Lignières im Osten und Südosten, La Berthenoux im Süden sowie Bommiers im Westen.

## Bevölkerungsentwicklung
| Jahr                       | 1962 | 1968 | 1975 | 1982 | 1990 | 1999 | 2011 | 2020 |
| Einwohner                  | 703  | 638  | 551  | 533  | 449  | 416  | 550  | 506  |
| Quellen: Cassini und INSEE |      |      |      |      |      |      |      |      |

## Sehenswürdigkeiten
- Kirche Saint-Martin
- Wasserturm